# Гайнц Ґюнтгардт
Гайнц Ґюнтгардт (нар. 8 лютого 1959) — колишній швейцарський тенісист.
Найвищу одиночну позицію світового рейтингу — 22 місце досяг 7 квітня 1986, парну — 3 місце — 8 липня 1985 року.
Здобув 5 одиночних та 30 парних титулів.
Перемагав на турнірах Великого шолома в парному та змішаному парному розрядах.
Завершив кар'єру 1990 року.

## Загальна статистика

### Tour finals

#### Одиночний розряд: 9 (5–4)
| Результат | Ранг | Дата | Турнір                       | Покриття   | Суперник        | Рахунок            |
| --------- | ---- | ---- | ---------------------------- | ---------- | --------------- | ------------------ |
| Перемога  | 1.   | 1978 | Спрингфілд, США              | Килим (i)  | Гаролд Соломон  | 6–3, 3–6, 6–2      |
| Перемога  | 2.   | 1980 | Роттердам, Нідерланди        | Килим (i)  | Джін Меєр       | 6–2, 6–4           |
| Перемога  | 3.   | 1980 | Йоганнесбург, ПАР            | Тверде     | Віктор Амая     | 6–4, 6–4           |
| Перемога  | 4.   | 1980 | Гштад, Швейцарія             | Ґрунт      | Кім Ворвік      | 4–6, 6–4, 7–6(7–1) |
| Поразка   | 1.   | 1981 | Гілверсум, Нідерланди        | Ґрунт      | Балаж Тароці    | 3–6, 7–6, 4–6      |
| Поразка   | 2.   | 1982 | Целль-ам-Зее, Австрія        | Ґрунт      | Хосе Луїс Клерк | 0–6, 6–3, 2–6, 1–6 |
| Поразка   | 3.   | 1983 | Stuttgart Outdoor, Німеччина | Ґрунт      | Хосе Їгерас     | 1–6, 1–6, 6–7      |
| Перемога  | 5.   | 1983 | Тулуза, Франція              | Тверде (i) | Пабло Аррая     | 6–0, 6–2           |
| Поразка   | 4.   | 1984 | Тулуза, Франція              | Тверде (i) | Марк Діксон     | 6–7(3–7), 4–6      |

#### Парний розряд: 59 (30–29)
| Результат | Ранг | Дата | Турнір                                      | Покриття   | Партнер           | Суперники                          | Рахунок                 |
| --------- | ---- | ---- | ------------------------------------------- | ---------- | ----------------- | ---------------------------------- | ----------------------- |
| Поразка   | 1.   | 1978 | Торонто, Канада                             | Ґрунт      | Колін Даудесвелл  | Войцех Фібак Том Оккер             | 3–6, 6–7                |
| Поразка   | 2.   | 1979 | Роттердам, Нідерланди                       | Килим (i)  | Бернард Міттон    | Пітер Флемінг Джон Макінрой        | 4–6, 4–6                |
| Перемога  | 1.   | 1979 | Йоганнесбург, ПАР                           | Тверде     | Колін Даудесвелл  | Реймонд Мур Іліє Настасе           | 6–3, 7–6                |
| Перемога  | 2.   | 1979 | Swedish Open, Швеція                        | Ґрунт      | Боб Г'юїтт        | Марк Едмондсон Джон Маркс          | 6–2, 6–2                |
| Перемога  | 3.   | 1979 | Кіцбюель, Австрія                           | Ґрунт      | Желько Франулович | Дік Крілі Тоніно Цугареллі         | 6–2, 6–4                |
| Поразка   | 3.   | 1979 | Торонто, Канада                             | Тверде     | Боб Г'юїтт        | Пітер Флемінґ Джон Макінрой        | 7–6, 6–7, 1–6           |
| Поразка   | 4.   | 1979 | Кельн, Німеччина                            | Тверде (i) | Павел Сложил      | Джін Меєр Стен Сміт                | 3–6, 4–6                |
| Поразка   | 5.   | 1980 | Денвер, США                                 | Килим      | Войцех Фібак      | Кевін Каррен Стів Дентон           | 5–7, 2–6                |
| Поразка   | 6.   | 1980 | Йоганнесбург, ПАР                           | Тверде     | Колін Даудесвелл  | Боб Г'юїтт Фрю Макміллан           | 4–6, 3–6                |
| Перемога  | 4.   | 1980 | Мюнхен, Німеччина                           | Ґрунт      | Боб Г'юїтт        | Девід Картер Кріс Льюїс            | 7–6, 6–1                |
| Перемога  | 5.   | 1980 | Swedish Open, Швеція                        | Ґрунт      | Маркус Ґюнтгардт  | Джон Фівер Пітер Макнамара         | 6–4, 6–4                |
| Поразка   | 7.   | 1980 | Торонто, Канада                             | Тверде     | Сенді Меєр        | Брюс Менсон Браян Тічер            | 3–6, 6–3, 4–6           |
| Поразка   | 8.   | 1980 | Женева, Швейцарія                           | Ґрунт      | Маркус Гюнтгардт  | Желько Франулович Балаж Тароці     | 4–6, 6–4, 4–6           |
| Поразка   | 9.   | 1980 | Відень, Австрія                             | Тверде (i) | Павел Сложил      | Роберт Лутц Стен Сміт              | 1–6, 2–6                |
| Перемога  | 6.   | 1980 | Стокгольм, Швеція                           | Килим (i)  | Пол Макнамі       | Роберт Луц Стен Сміт               | 6–7, 6–3, 6–2           |
| Поразка   | 10.  | 1980 | Йоганнесбург, ПАР                           | Тверде     | Пол Макнамі       | Роберт Луц Стен Сміт               | 7–6, 3–6, 4–6           |
| Перемога  | 7.   | 1981 | Монте-Карло, Монако                         | Ґрунт      | Балаж Тароці      | Павел Сложил Томаш Шмід            | 6–3, 6–3                |
| Перемога  | 8.   | 1981 | Відкритий чемпіонат Франції з тенісу, Париж | Ґрунт      | Балаж Тароці      | Террі Мур Еліот Телчер             | 6–2, 7–6, 6–3           |
| Перемога  | 9.   | 1981 | Гштад, Швейцарія                            | Ґрунт      | Маркус Гюнтгардт  | David Carter Пол Кронк             | 6–4, 6–1                |
| Перемога  | 10.  | 1981 | Гілверсум, Нідерланди                       | Ґрунт      | Балаж Тароці      | Реймонд Мур Ендрю Паттісон         | 6–0, 6–2                |
| Перемога  | 11.  | 1981 | Норт-Конвей, США                            | Ґрунт      | Пітер Макнамара   | Павел Сложил Ферді Тейган          | 6–7, 7–5, 6–4           |
| Поразка   | 11.  | 1981 | Відкритий чемпіонат США з тенісу, Нью-Йорк  | Тверде     | Пітер Макнамара   | Пітер Флемінґ Джон Макінрой        | def.                    |
| Перемога  | 12.  | 1981 | Sawgrass Doubles, США                       | Ґрунт      | Пітер Макнамара   | Роберт Луц Стен Сміт               | 7–6, 3–6, 7–6, 5–7, 6–4 |
| Перемога  | 13.  | 1981 | Женева, Швейцарія                           | Ґрунт      | Балаж Тароці      | Павел Сложил Томаш Шмід            | 6–4, 3–6, 6–2           |
| Поразка   | 12.  | 1981 | Мадрид, Іспанія                             | Ґрунт      | Томаш Шмід        | Ганс Гільдемайстер Андрес Гомес    | 4–6, 6–3, 3–6           |
| Перемога  | 14.  | 1981 | Токіо, Японія                               | Ґрунт      | Балаж Тароці      | Ларрі Стефанкі Роберт Вант Гоф     | 3–6, 6–2, 6–1           |
| Поразка   | 13.  | 1981 | Токіо Indoor, Японія                        | Килим (i)  | Балаж Тароці      | Віктор Амая Генк Пфістер           | 4–6, 2–6                |
| Перемога  | 15.  | 1982 | Masters Doubles WCT, Лондон                 | Килим (i)  | Балаж Тароці      | Кевін Каррен Стів Дентон           | 6–7, 6–3, 7–5, 6–4      |
| Поразка   | 14.  | 1982 | Каїр, Єгипет                                | Ґрунт      | Маркус Гюнтгардт  | Дрю Джітлін Джим Гарфейн           | 4–6, 5–7                |
| Перемога  | 16.  | 1982 | Мілан, Італія                               | Килим (i)  | Пітер Макнамара   | Марк Едмондсон Шервуд Стюарт       | 7–6, 7–6                |
| Поразка   | 15.  | 1982 | Мадрид, Іспанія                             | Ґрунт      | Балаж Тароці      | Павел Сложил Томаш Шмід            | 1–6, 6–3, 7–9           |
| Перемога  | 17.  | 1982 | Рим, Італія                                 | Ґрунт      | Балаж Тароці      | Войцех Фібак Джон Фіцджеральд      | 6–4, 4–6, 6–3           |
| Поразка   | 16.  | 1982 | Гштад, Швейцарія                            | Ґрунт      | Маркус Гюнтгардт  | Сенді Меєр Ферді Тейган            | 2–6, 3–6                |
| Поразка   | 17.  | 1982 | Гілверсум, Нідерланди                       | Ґрунт      | Балаж Тароці      | Ян Кодеш Томаш Шмід                | 6–7, 4–6                |
| Поразка   | 18.  | 1982 | Вемблі, Англія                              | Килим (i)  | Томаш Шмід        | Пітер Флемінґ Джон Макінрой        | 6–7, 4–6                |
| Перемога  | 18.  | 1983 | Masters Doubles WCT, Лондон                 | Килим (i)  | Балаж Тароці      | Браян Готтфрід Рауль Рамірес       | 6–3, 7–5, 7–6           |
| Перемога  | 19.  | 1983 | Брюссель, Бельгія                           | Килим (i)  | Балаж Тароці      | Ганс Сімонссон Матс Віландер       | 6–2, 6–4                |
| Поразка   | 19.  | 1983 | Munich WCT, Німеччина                       | Килим (i)  | Балаж Тароці      | Кевін Каррен Стів Дентон           | 5–7, 6–2, 1–6           |
| Перемога  | 20.  | 1983 | Монте-Карло, Монако                         | Ґрунт      | Балаж Тароці      | Анрі Леконт Яннік Ноа              | 6–2, 6–4                |
| Поразка   | 20.  | 1983 | Борнмут, Велика Британія                    | Ґрунт      | Балаж Тароці      | Томаш Шмід Шервуд Стюарт           | 6–7, 5–7                |
| Перемога  | 21.  | 1983 | Мадрид, Іспанія                             | Ґрунт      | Павел Сложил      | Маркус Гюнтгардт Золтан Кухарський | 6–3, 6–3                |
| Перемога  | 22.  | 1983 | Гамбург, Німеччина                          | Ґрунт      | Балаж Тароці      | Марк Едмондсон Браян Готтфрід      | 7–6, 4–6, 6–4           |
| Перемога  | 23.  | 1983 | Гілверсум, Нідерланди                       | Ґрунт      | Балаж Тароці      | Ян Кодеш Томаш Шмід                | 3–6, 6–2, 6–3           |
| Перемога  | 24.  | 1983 | Тулуза, Франція                             | Тверде (i) | Павел Сложил      | Бернард Міттон Балч Волтс          | 5–7, 7–5, 6–4           |
| Поразка   | 21.  | 1984 | Мемфіс, США                                 | Килим (i)  | Томаш Шмід        | Фріц Бунінг Пітер Флемінґ          | 5–7, 6–7                |
| Поразка   | 22.  | 1984 | Гамбург, Німеччина                          | Ґрунт      | Балаж Тароці      | Стефан Едберг Андерс Яррід         | 3–6, 1–6                |
| Перемога  | 25.  | 1984 | Гштад, Швейцарія                            | Ґрунт      | Маркус Гюнтгардт  | Жівалдо Барбоза Жоао Суарес        | 6–4, 3–6, 7–6           |
| Поразка   | 23.  | 1984 | Індіанаполіс, США                           | Ґрунт      | Балаж Тароці      | Кен Флек Роберт Сегусо             | 6–7, 5–7                |
| Поразка   | 24.  | 1984 | Відень, Австрія                             | Тверде (i) | Балаж Тароці      | Войцех Фібак Сенді Меєр            | 4–6, 4–6                |
| Поразка   | 25.  | 1985 | Masters Doubles WCT, Лондон                 | Килим (i)  | Балаж Тароці      | Кен Флек Роберт Сегусо             | 3–6, 6–3, 3–6, 0–6      |
| Перемога  | 26.  | 1985 | Indian Wells Open, США                      | Тверде     | Балаж Тароці      | Кен Флек Роберт Сегусо             | 3–6, 7–6, 6–3           |
| Перемога  | 27.  | 1985 | Мілан, Італія                               | Килим (i)  | Андерс Яррід      | Бродерік Дайк Веллі Месур          | 6–2, 6–1                |
| Поразка   | 26.  | 1985 | Гамбург, Німеччина                          | Ґрунт      | Балаж Тароці      | Ганс Гільдемайстер Андрес Гомес    | 6–1, 6–7, 4–6           |
| Перемога  | 28.  | 1985 | Вімблдонський турнір, Лондон                | Трава      | Балаж Тароці      | Пет Кеш Джон Фіцджеральд           | 6–4, 6–3, 4–6, 6–3      |
| Перемога  | 29.  | 1986 | Masters Doubles WCT, Лондон                 | Килим (i)  | Балаж Тароці      | Пол Еннекон Хрісто ван Ренсбург    | 6–4, 1–6, 7–6, 6–7, 6–4 |
| Перемога  | 30.  | 1986 | Кіцбюель, Австрія                           | Ґрунт      | Томаш Шмід        | Ганс Гільдемайстер Андрес Гомес    | 4–6, 6–3, 7–6           |
| Поразка   | 27.  | 1988 | Ніцца, Франція                              | Ґрунт      | Дієго Наргісо     | Гі Форже Анрі Леконт               | 6–4, 3–6, 4–6           |
| Поразка   | 28.  | 1989 | Мілан, Італія                               | Килим (i)  | Балаж Тароці      | Якоб Гласек Джон Макінрой          | 3–6, 4–6                |
| Поразка   | 29.  | 1989 | Ніцца, Франція                              | Ґрунт      | Балаж Тароці      | Ріккі Остертун Удо Ріглевскі       | 6–7, 7–6, 1–6           |